# A Ilha do Adeus
A Ilha do Adeus (Islands in the Stream) é um filme norte-americano de 1977, do gênero drama, dirigido por Franklin J. Schaffner e estrelado por George C. Scott e David Hemmings.
O filme é a versão não muito bem sucedida, tanto de crítica quanto de público, do romance póstumo e inacabado de Ernest Hemingway "Islands in the Stream", publicado no Brasil e em Portugal com o título de Ilhas na Corrente.
Ainda assim, segundo Leonard Maltin, trata-se da melhor adaptação de uma obra de Hemingway para o cinema, com uma das melhores atuações de George C. Scott.

## Sinopse
A vida do escultor Thomas Hudson em uma ilha paradisíaca é subitamente perturbada com a chegada de Tom, Andrew e David, filhos de seus dois casamentos fracassados. Há muito afastados, ele transforma o reencontro em um acontecimento feliz, mas tem dificuldades com o retorno da primeira esposa, Audrey. Além disso, passa a correr perigo quando põe-se a contrabandear judeus alemães para Cuba, com a ajuda do amigo Eddy, que acaba morto.

## Principais premiações
| Patrocinador                                  | Prêmio | Categoria               | Situação |
| --------------------------------------------- | ------ | ----------------------- | -------- |
| Academia de Artes e Ciências Cinematográficas | Oscar  | Melhor Fotografia       | Indicado |
| Writers Guild of America                      | WGA    | Melhor Roteiro Adaptado | Indicado |

## Elenco
| Ator/Atriz           | Personagem    |
| -------------------- | ------------- |
| George C. Scott      | Thomas Hudson |
| David Hemmings       | Eddy          |
| Gilbert Roland       | Capitão Ralph |
| Hart Bochner         | Tom           |
| Susan Tyrrell        | Lil           |
| Richard Evans        | Willy         |
| Claire Bloom         | Audrey        |
| Julius Harris        | Joseph        |
| Brad Savage          | Andrew        |
| Michael-James Wixted | David         |
| Hildy Brooks         | Helga Ziegner |
| Jessica Rains        | Andrea        |
| Walter Friedel       | Ziegner       |
| Charles Lampkin      | Condestável   |